# Sonntagberg
Sonntagberg ist eine Marktgemeinde mit 3674 Einwohnern (Stand 1. Jänner 2024) im Bezirk Amstetten in Niederösterreich und ein bedeutender katholischer Wallfahrtsort. Der Hauptort der Gemeinde ist jedoch nicht der Ort Sonntagberg, sondern Rosenau am Sonntagberg.

## Geografie
Sonntagberg liegt im Mostviertel in Niederösterreich. 29,11 Prozent der Fläche der Marktgemeinde sind bewaldet.

### Gemeindegliederung
Das Gemeindegebiet umfasst folgende acht Ortschaften (in Klammern Einwohnerzahl Stand 1. Jänner 2024):
- Baichberg (65) samt Aichöd und Windberg
- Böhlerwerk (1002)
- Bruckbach (299) samt Am Stocket und Kronstein
- Gleiß (162)
- Hilm (285)
- Rosenau am Sonntagberg (1178) samt Wedl-Siedlung
- Rotte Wühr (124) samt Luegerbichl und Wühr
- Sonntagberg (559) samt Doppel und Nöchling

Die Gemeinde besteht aus den Katastralgemeinden Böhlerwerk und Sonntagberg.

### Nachbargemeinden
| Biberbach | Kematen an der Ybbs                         | Allhartsberg |
|           | Kompassrose, die auf Nachbargemeinden zeigt |              |
|           | Waidhofen an der Ybbs (Statutarstadt)       |              |

## Geschichte

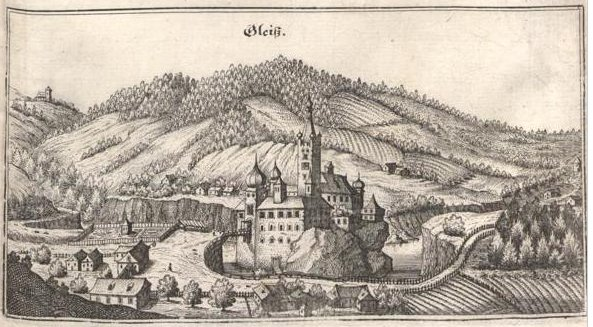
Burgruine Gleiß

Im Altertum war das Gebiet Teil der Provinz Noricum.
Für kurze Zeit (1923/24) beheimatete Sonntagberg die zwei Jahre vorher in Dresden-Hellerau von Alexander Neill gegründete Summerhill-Schule, die jedoch sehr kritisch betrachtet wurde.
1872 kauften die Gebrüder Böhler die Bruckbachermühle von der Österreichischen Waffenfabriksgesellschaft. Die selbständige Gemeinde Böhlerwerk (so benannt/entstanden zwischen 1872 und 1890) wurde 1942 mit der Gemeinde Sonntagberg zur Großgemeinde Sonntagberg zusammengelegt.
Von 12. Juli 1944 bis 29. November 1944 bestand in Gleiß ein NS-Zwangsarbeitslager für ungarische Juden, die Menschen arbeiteten im Primanitbauplattenwerk der Firma Oberleitner. Weitere Lager befanden sich in Hilm und in Böhlerwerk, wo sich heute der Theodor-Körner-Hof und der Sportplatz befinden.

### Einwohnerentwicklung
| Sonntagberg: Einwohnerzahlen von 1869 bis 2024      | Sonntagberg: Einwohnerzahlen von 1869 bis 2024 | Sonntagberg: Einwohnerzahlen von 1869 bis 2024 | Sonntagberg: Einwohnerzahlen von 1869 bis 2024 | Sonntagberg: Einwohnerzahlen von 1869 bis 2024 |
| --------------------------------------------------- | ---------------------------------------------- | ---------------------------------------------- | ---------------------------------------------- | ---------------------------------------------- |
| Jahr                                                |                                                |                                                |                                                | Einwohner                                      |
| 1869                                                | 1869                                           |                                                | 1.144                                          | 1.144                                          |
| 1880                                                | 1880                                           |                                                | 1.544                                          | 1.544                                          |
| 1890                                                | 1890                                           |                                                | 2.148                                          | 2.148                                          |
| 1900                                                | 1900                                           |                                                | 2.986                                          | 2.986                                          |
| 1910                                                | 1910                                           |                                                | 3.665                                          | 3.665                                          |
| 1923                                                | 1923                                           |                                                | 3.598                                          | 3.598                                          |
| 1934                                                | 1934                                           |                                                | 3.972                                          | 3.972                                          |
| 1939                                                | 1939                                           |                                                | 4.100                                          | 4.100                                          |
| 1951                                                | 1951                                           |                                                | 4.043                                          | 4.043                                          |
| 1961                                                | 1961                                           |                                                | 4.260                                          | 4.260                                          |
| 1971                                                | 1971                                           |                                                | 4.696                                          | 4.696                                          |
| 1981                                                | 1981                                           |                                                | 4.419                                          | 4.419                                          |
| 1991                                                | 1991                                           |                                                | 4.288                                          | 4.288                                          |
| 2001                                                | 2001                                           |                                                | 4.278                                          | 4.278                                          |
| 2011                                                | 2011                                           |                                                | 3.842                                          | 3.842                                          |
| 2021                                                | 2021                                           |                                                | 3.717                                          | 3.717                                          |
| 2024                                                | 2024                                           |                                                | 3.674                                          | 3.674                                          |
| Quelle(n): Statistik Austria, Gebietsstand 1.1.2021 |                                                |                                                |                                                |                                                |

## Kultur und Sehenswürdigkeiten
- Burgruine Gleiß

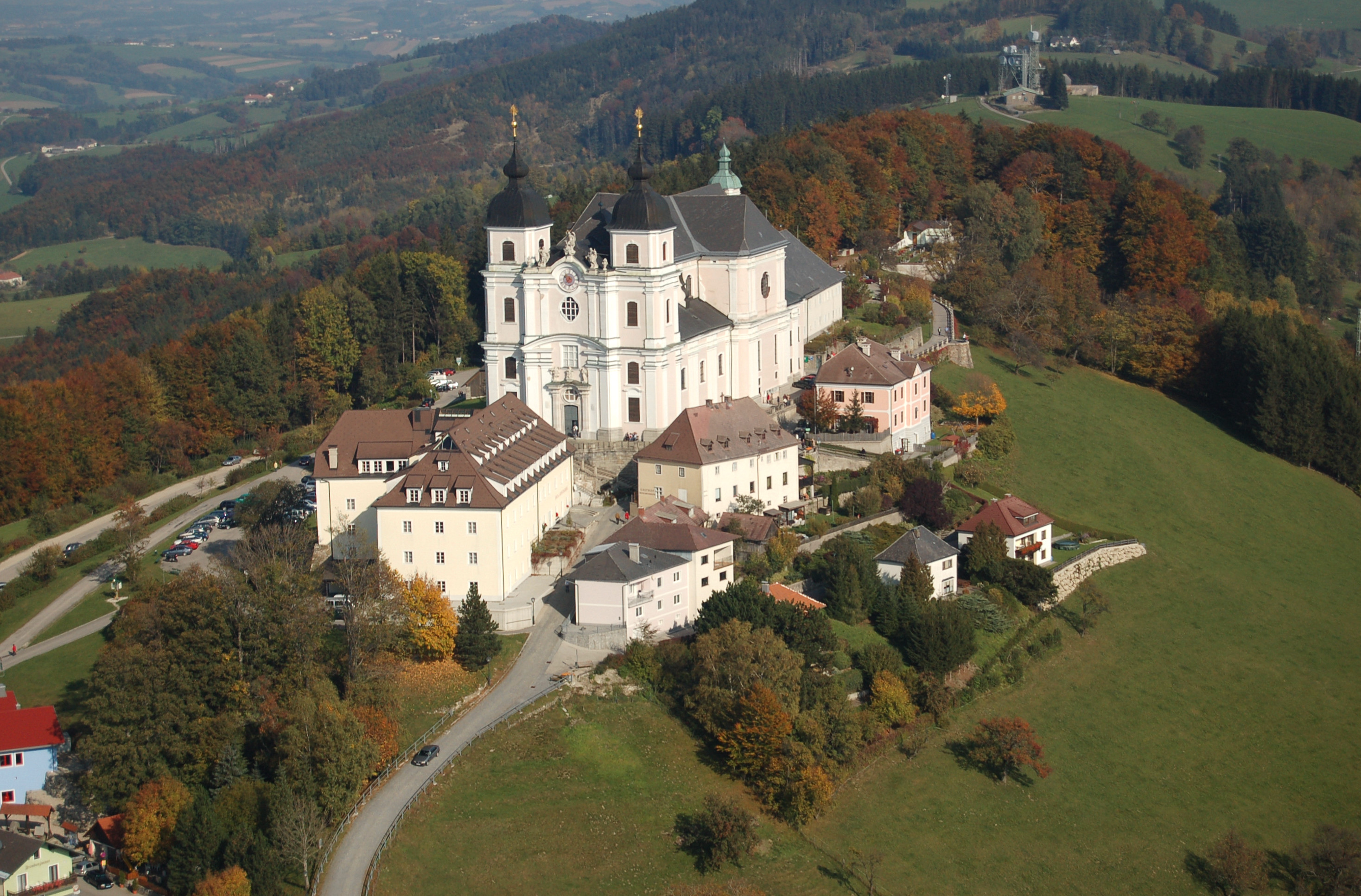
Basilika Sonntagberg

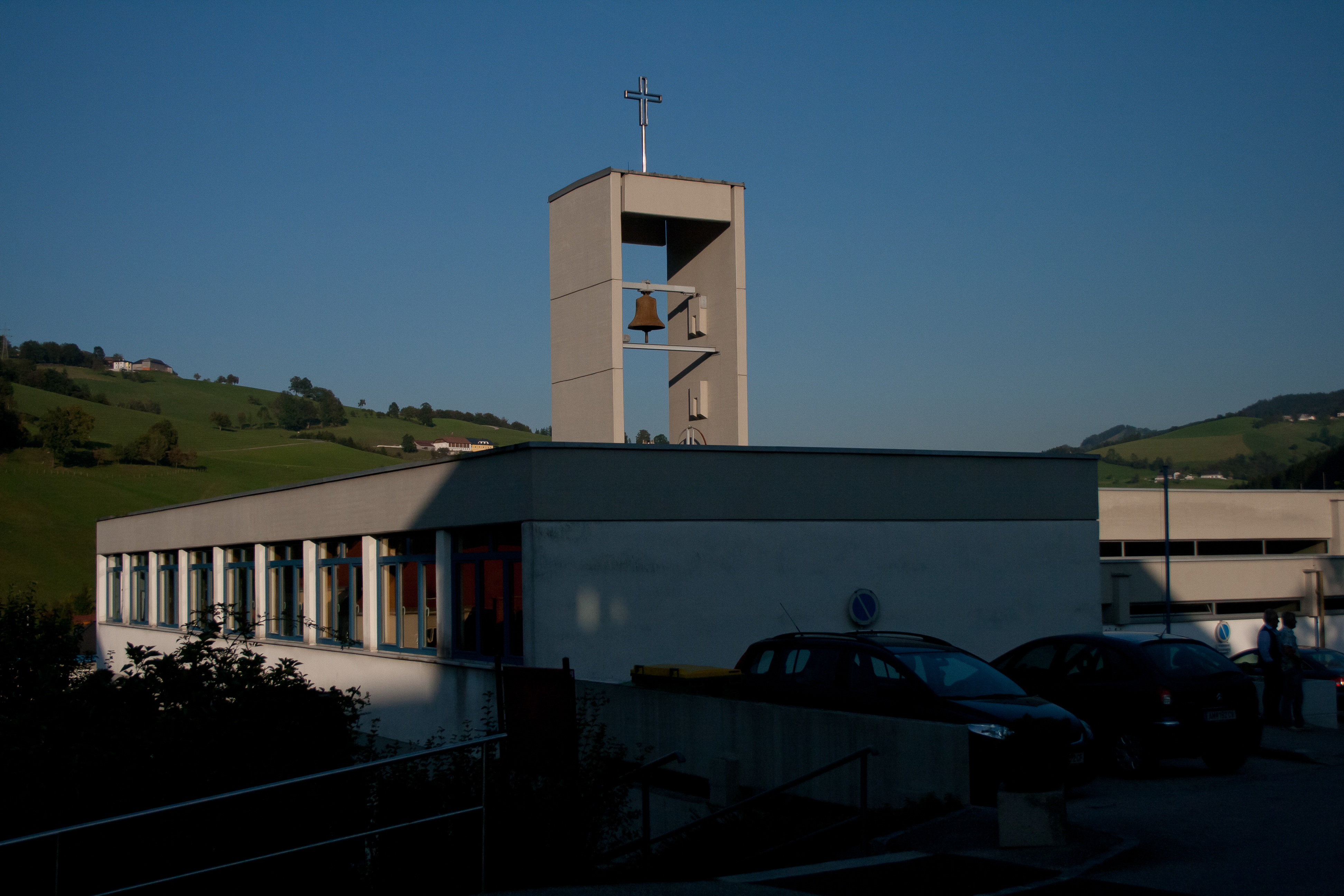
Pfarrkirche Böhlerwerk

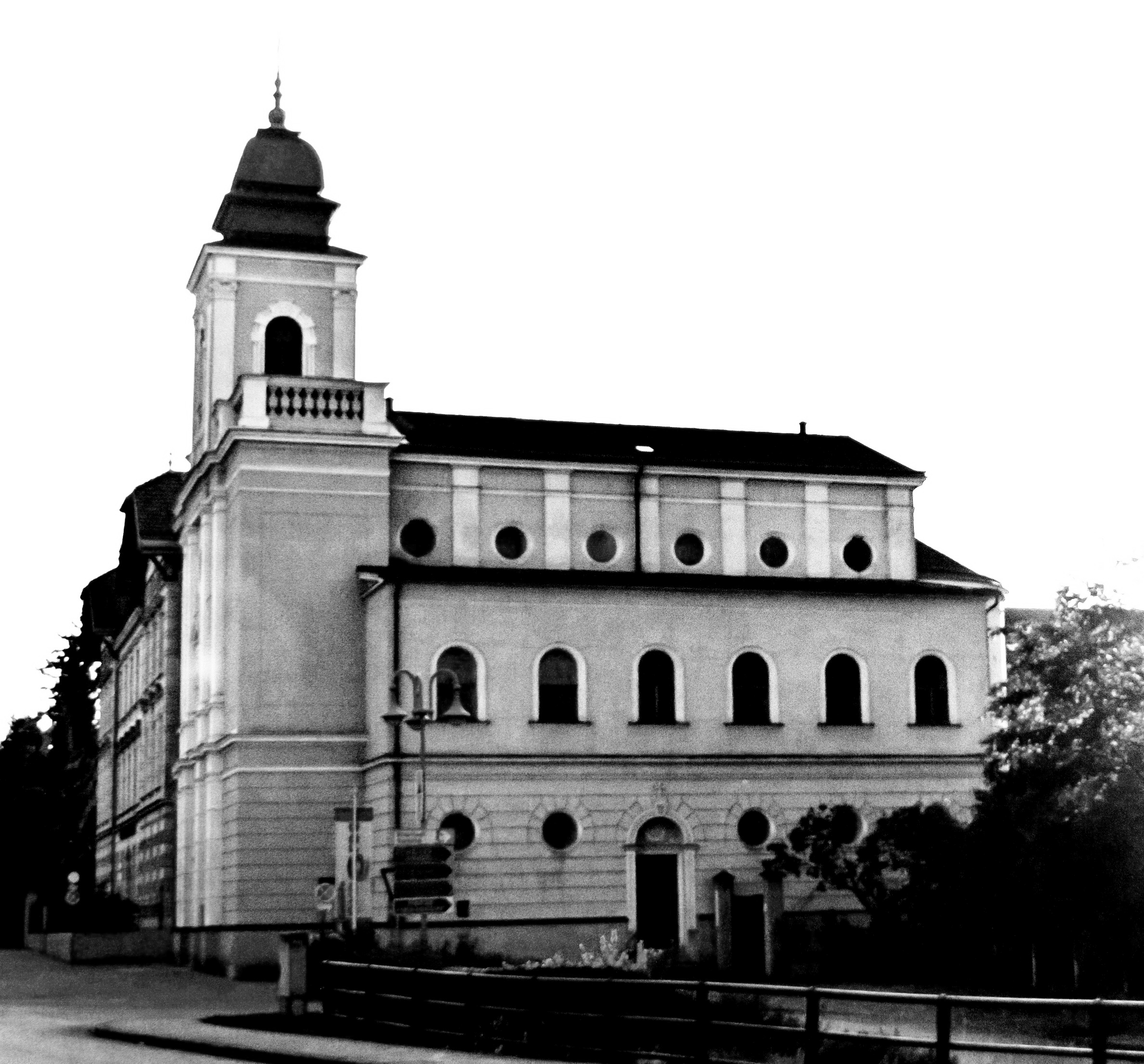
Klosterkirche Gleiß

- Die Basilika Sonntagberg mit besonderer Bedeutung für die Umgebung ist die auf dem 704 Meter hohen Sonntagberg gelegene weithin sichtbare barocke Wallfahrtskirche. Abt Benedikt I von Seitenstetten ließ im Jahre 1440 neben dem sogenannten Zeichenstein, den die christliche Legende mit wundertätigen Kräften in Verbindung bringt, eine Kapelle, die dem Erlöser (Salvator) geweiht war, im gotischen Stile erbauen. Einige Jahre später – um 1448 – erfolgte der Anbau einer Dreifaltigkeitskapelle. 1490 entstand hier eine spätgotische Kirche. In den Jahren 1706–1732 wurde von Jakob Prandtauer und Joseph Munggenast das heutige Gotteshaus erbaut. Hochaltar (1755) und Kanzel (1757) stammen von Melchior Hefele, die Altarplastiken (1752–1756) von Jakob Schletterer und die Deckenfresken von Daniel Gran (1738–1743). Die 1774–1776 von Franz Xaver Christoph († 1793) gebaute Orgel ist eine der bedeutendsten spätbarocken Orgeln Österreichs. Die Kirche ist der heiligsten Dreifaltigkeit geweiht, ebenso die an die Errettung vor den Türken erinnernde Türkenbrunnenkapelle. Das hier verehrte Gnadenbild aus dem Jahr 1614, der sogenannte Sonntagberger Gnadenstuhl, geht auf mittelalterliche Vorbilder zurück. Eine sehr bekannte Darstellung dieser Art stammt von Albrecht Dürer. Ab dem 17. Jahrhundert war der Sonntagberg eine der bedeutendsten Wallfahrtsstätten Österreichs, was dazu führte, dass die Darstellung des Gnadenstuhles weit verbreitet wurde und vor allem in Niederösterreich zu den häufigsten und bekanntesten Dreifaltigkeitsdarstellungen gehört. Eine Spezialität dieser Wallfahrt sind die Sonntagberger Fraisensteine (ovale Tafeln aus gebranntem Ton, versehen mit einer reliefartigen Darstellung des Gnadenstuhles), die vor allem im 18. und 19. Jahrhundert ausgegeben wurden und als heilkräftig galten. Im Jahre 1964 wurde der Kirche von Papst Paul VI. der Titel einer päpstlichen Basilica minor verliehen.
- Schatzkammer Sonntagberg
- Katholische Pfarrkirche Böhlerwerk Hl. Familie
- Katholische Klosterkirche Gleiß Heiligstes Herz Jesu der Schwestern vom Göttlichen Erlöser
- Freibad Böhlerwerk
- Militärmuseum Sonntagberg: Diese private Ausstellung bietet auf 1500 m² einen Überblick über die Zeitgeschichte 1914 – 1945 – 2014.[4]

## Wirtschaft und Infrastruktur
Im Jahr 2001 gab es 115 nichtlandwirtschaftliche Arbeitsstätten und 84 land- und forstwirtschaftliche Betriebe nach der Erhebung 1999. Nach der Volkszählung 2001 betrug die Zahl der Erwerbstätigen am Wohnort 1749. Die Erwerbsquote lag 2001 bei 41,65 Prozent. Im Jahresdurchschnitt 2003 gab es 28 Arbeitslose im Ort.
Die größten Arbeitgeber in Sonntagberg sind die voestalpine precision strip (Hersteller von Präzisionsbandstahl für die Werkzeugindustrie), voestalpine Böhler Profil, TKM Austria (Messer und Sägen) und die Mondi Release Liner (Kunststofffolien).

### Verkehr
- Bahn: Rosenau, Sonntagberg und Böhlerwerk haben Haltepunkte an der Rudolfsbahn.
- Straße: Die Bundesstraße B121 führt durch die Gemeinde.
- Wanderwege: Durch Sonntagberg führen der Eisenwurzenweg 08 sowie der Voralpenweg 04A, zwei österreichische Weitwanderwege.

### Sport
Besonders erwähnenswert ist, dass diese kleine Marktgemeinde bis 2014 gleich 2 Vereine hatte, die aktiv Fußball spielen. Auf der einen Seite der KSV Böhlerwerk, ehemaliger Traditionsverein und auf der anderen Seite ATUS Rosenau, noch nie über die Schutzliga hinausgekommen.
Seit der Gründung des FC Sonntagberg im Jahr 2014 gibt es nur mehr einen Fußballverein in der Gemeinde, was anfangs nicht in der gesamten Gemeinde auf Zustimmung stieß. Der FC Sonntagberg kam bisher über den 4. Platz in der 2. Klasse Ybbstal nicht hinaus.
Die anderen Sektionen der beiden Vereine KSV Böhlerwerk und ATUS Rosenau sind weiterhin aktiv.

## Politik

### Gemeinderat
Der Gemeinderat hat 23 Mitglieder.
- Nach den Gemeinderatswahlen in Niederösterreich 1990 hatte der Gemeinderat folgende Verteilung: 18 SPÖ, 5 ÖVP, 1 FFS und 1 Sonstige.
- Nach den Gemeinderatswahlen in Niederösterreich 1995 hatte der Gemeinderat folgende Verteilung: 15 SPÖ, 7 ÖVP, 2 FFS und 1 KLS.[5]
- Nach den Gemeinderatswahlen in Niederösterreich 2000 hatte der Gemeinderat folgende Verteilung: 16 SPÖ, 8 ÖVP und 1 FFS.[6]
- Nach den Gemeinderatswahlen in Niederösterreich 2005 hatte der Gemeinderat folgende Verteilung: 16 SPÖ und 9 ÖVP.[7]
- Nach den Gemeinderatswahlen in Niederösterreich 2010 hatte der Gemeinderat folgende Verteilung: 12 SPÖ, 11 ÖVP und 2 HUBER.[8]
- Nach den Gemeinderatswahlen in Niederösterreich 2015 hatte der Gemeinderat folgende Verteilung: 14 ÖVP, 8 SPÖ und 1 HUBER.[9]
- Nach den Gemeinderatswahlen in Niederösterreich 2020 hatte der Gemeinderat folgende Verteilung: 16 ÖVP und 7 SPÖ.[10]
- Nach den Gemeinderatswahlen in Niederösterreich 2025 hat der Gemeinderat folgende Verteilung: 16 ÖVP, 5 SPÖ und 2 FPÖ.[11]

### Bürgermeister
- 1945–1951 Leopold Weber (SPÖ)
- bis 2006 Helmut Wahl (SPÖ)
- 2007–2010 Johann Eblinger (SPÖ)
- seit 2010 Thomas Raidl (ÖVP)

### Gemeindepartnerschaften
- Sárvár, Ungarn seit 1972

## Persönlichkeiten
- Leopold Weber (1899–1951), Schlosser und Bürgermeister von 1945 bis 1951.